# Krystyna Różyska
Krystyna Janina Wincenta Różyska z domu Tołłoczko (ur. 21 października 1909 we Lwowie, zm. 21 września 2001 w Krakowie) – polska architekt i projektantka. 

## Życiorys

### Dzieciństwo i edukacja
Urodziła się 21 października 1909 we Lwowie. Jej rodzicami byli Maria Róża Jorasz oraz Stanisław Karol Tołłoczko. Urodziła się z chorobą kości, przez co musiała przejść operacje stawów biodrowych, aby móc w pełni sprawnie funkcjonować. Wraz z ojcem wiele wędrowała po Karpatach Wschodnich i Tatrach.
W latach 1933–1938 studiowała na Wydziale Architektury Politechniki Lwowskiej. 3 grudnia 1938 roku otrzymała tytuł mgr inż. architektury. Jej prace ze studiów prezentowane były w 1986 roku przez Muzeum Architektury we Wrocławiu, które organizowało wystawę ukazującą dorobek Wydziału Architektury Politechniki Lwowskiej inicjowaną przez Zofię Gunaris.

### Przed II wojną światową
Wraz z Fryderykiem Tothem i Janiną Reichert przygotowała projekt pomnika Józefa Piłsudskiego, który otrzymał od komisji I miejsce, za co otrzymali nagrodę pieniężną.
Miała przeprowadzać inwentaryzację pałacu Gołuchowskich, który był zniszczony po I wojnie światowej, jednak inicjatywa ta została odwołana z powodu agresji sowieckiej na Polskę.

### Podczas II wojny światowej
W 1939 rozpoczęła karierę naukową jako młodszy asystent u prof. Witolda Minkiewicza w Katedrze Architektury Monumentalnej na Wydziale Architektury Lwowskiej. Prawdopodobnie wtedy też poznała swojego przyszłego męża – Józefa Różyskiego.
Jej kariera naukowa została przerwana 1941 roku z powodu wkroczenia do Lwowa wojsk hitlerowskich.
W czasie wojny zainicjowała we Lwowie Warsztaty Artystyczne, podczas których projektowano i wytwarzano przedmioty z zakresu przemysłu i galanterii artystycznej. Różyska zajmowała się przede wszystkim modą i galanterią damską.

### Po wojnie
26 listopada 1945 w kościele parafialnym w Zakopanem wzięła ślub z Józefem Różyskim.
W latach 1945–1947 Różyska była zatrudniona jako nauczycielka w Państwowej Szkole Przemysłu Drzewnego. Oprócz tego wciąż fascynowała się modą i galanterią damską, a wraz z mężem tworzyła przedmioty codziennego użytku, m.in. naczynia z drewna.
W 1946 roku została nagrodzona przez Ministerstwo Kultury i Sztuki za prace nadesłane na wystawę tkanin i przemysłu artystycznego w Warszawie.
W 1947 roku przyjęto ją do Związku Polskich Artystów Plastyków, a w 1950 roku otrzymała status członka zwyczajnego.
Różyscy byli założycielami pierwszej spółdzielni wzorcowej przemysłu artystycznego, która została później wchłonięta przez Zakopiańskie Warsztaty Wzorcowe.
W 1948 roku wraz z Anną Górską wygrała konkurs na budowę osiedla akademickiego UCS w Lublinie. Samodzielnie wykonała projekt, a wybudowane Domy Akademickie według jej koncepcji to: Amor (1949–1951), Babilon (1949–1952), Cebion (1951–1954), Dodek (1953–1966), Eskulap (1954–1956).
W latach 1954–1956 była zastępcą przewodniczącego Koła Stowarzyszenia Architektów Polskich (SARP).
W 1955 roku wraz z Anną Górską opublikowała w Architekturze artykuł o architekturze Podhala.
W latach 1951–1957 opracowała siedem projektów wstępnych, z których zostały wybrane projekty dolnej i górnej stacji kolejki gondolowej na Szyndzielnię, a ze względu na dużą przepustowość kolejki podjęła w latach 1953–1957 próbę projektu rozbudowy schroniska na Szyndzielni, dopełniając istniejącą architekturę o halę wyżywieniową w nowym skrzydle usytuowanym od strony południowo-wschodniej.
Przeprowadzka do Krakowa
W latach 1959–1965 powstał zaprojektowany Miejski Pawilon Wystawowy w Krakowie, który stanowił wówczas pierwszą w Polsce nowocześnie zaprojektowaną przestrzeń wystawienniczą dla sztuki współczesnej. W tym czasie Różyscy przeprowadzili się do Krakowa.
W latach 1966–1970 prowadziła w Krakowie adaptację zabytkowych wnętrz kamienic, które stały się siedzibami klubu Aktora SPATIF i Biura Orbis.
W latach 1963–1967 kierowała przebudową i adaptacją Hotelu Monopol.
W 1973 roku otrzymała dyplom uznania za zasługi w rozwoju Zakopiańskich Warsztatów Wzorcowych.
Na emetyturze
W 1978 roku przeszła na emeryturę. Wciąż jednak projektowała, m.in. przejście piesze z ul. Asnyka na ul. Łobzowską i z ul. Basztowej na ul. Łobzowską (1984), mieszkania na Litewskiej i Krowoderskiej, zabudowę plombową przy al. Słowackiego. W 2001 roku brała czynny udział w konsultacjach przy konkursie na modernizację i nadbudowę Galerii Bunkier.
Zmarła 21 września 2001 w Krakowie i została pochowana w rodzinnym grobowcu na cmentarzu Rakowickim.

## Wybrane realizacje
- Ogród Miejski w Zakopanem (1950)[2]
- Stacje kolei gondolowej oraz projekt przebudowy schroniska na Szyndzielni (1951–1957)[3][11]
- Dom Społeczno-Usługowy Chatka Żaka (1962–1965)[12]
- Osiedle akademickie w Lublinie (1948–1956)[3]
- Miejski Pawilon Wystawowy w Krakowie (1959–1965)[9]
- Galeria Bunkier Sztuki (1959–1965)[10]

## Odznaczenia
- Srebrna Odznaka SARP – 1956, 1968[13]
- Złoty Krzyż Zasługi – 1969[1][3]
- Złota odznaka SARP – 1981[13]